# 第3回統一地方選挙
第3回統一地方選挙（だい3かいとういつちほうせんきょ）は、日本における地方自治体の首長と地方議会を構成する議員を全面改選するため1955年4月に行われた統一地方選挙で、1947年の第1回選挙から数えて3回目となる選挙である。

## 概要
「地方公共団体の議会の議員及び長の選挙期日等の臨時特例に関する法律」（臨時特例法）に基づき、1955年4月23日と30日の2回に分けて実施された。

## 実施された選挙

### 4月23日投票
21都道府県知事選挙（改選21名）
- 北海道
- 岩手県
- 秋田県
- 茨城県
- 東京都
- 神奈川県

- 新潟県
- 福井県
- 長野県
- 三重県
- 大阪府
- 和歌山県

- 岡山県
- 島根県
- 徳島県
- 福岡県
- 佐賀県
- 長崎県

- 大分県
- 宮崎県
- 鹿児島県

このうち岡山県と島根県では現職以外に立候補者がおらず無投票となった。そのため実際に投票が行われたのは19都道府県である。
46都道府県議会議員選挙（改選2,613名）
米軍施政下の沖縄県は対象外
特別市の市長選挙（改選2名）
- 横浜市
- 大阪市

特別市の市議会議員選挙（改選813名）
横浜市・名古屋市・京都市・大阪市・神戸市　

### 4月30日投票
特別市以外の市長選挙（179市）
特別市以外の市議会議員選挙（270市9,092名）
町村長選挙（1,964町村）
町村議会議員選挙（2,653町村48,326名）
東京都22特別区の区議会議員選挙（938名）

## 選挙結果
党派の凡例
自＝自由党、民＝日本民主党、左社＝左派社会党、右社＝右派社会党、無＝無所属　　
新旧の凡例
前＝前職、新＝新人

### 4月23日投票
19都道府県知事選挙では、保守系候補が14名当選し、圧倒的優位を占める結果となった。都道府県議会議員選挙でも保守系が優勢であったが、革新系も左派社会党（150→232）を中心に議席を順調に伸ばし、改選前において圧倒的優位を占めていた自由党（926→624）は議席を大きく減らす結果となった。
都道府県知事選挙当選者（無投票当選含む）
投票率：74.85％
- 北海道：田中敏文（無前）革新系
- 岩手県：阿部千一（無新）
- 秋田県：小畑勇二郎（無新）
- 茨城県：友末洋治（無前）
- 東京都：安井誠一郎（無前）
- 神奈川県：内山岩太郎（無前）
- 新潟県：北村一男（無新）

- 福井県：羽根盛一（無新）
- 長野県：林虎雄（右社前）
- 三重県：田中覚（無新）
- 大阪府：赤間文三（民・自前）
- 和歌山県：小野真次（無前）
- 岡山県：三木行治（無前）無投票当選
- 島根県：恒松安夫（無前）無投票当選

- 徳島県：原菊太郎（無新）
- 福岡県：土屋香鹿（無新）
- 佐賀県：鍋島直紹（無前）
- 長崎県：西岡竹次郎（自前）
- 大分県：木下郁（無新）革新系
- 宮崎県：二見甚郷（無新）
- 鹿児島県：寺園勝志（無新）

自由党：1名
右派社会党：1名
民主・自由：1名
無所属：18名（保守系11＋革新系2＋その他5）
都道府県議会議員選挙
投票率：77.24％
自由党：624名
日本民主党：594名
左派社会党：232名
右派社会党：185名
労働者農民党：6名
日本共産党：10名
諸派：94名
無所属：2613名
保守系：652名
革新系：157名
その他：59名
無投票当選は74名（自22＋民17＋左社5＋右社2＋諸4＋無21）、女性当選者は29名。
特別市長選挙当選者
- 横浜市：平沼亮三（無前）
- 大阪市：中井光次（無前）

### 4月30日投票
投票率
- 市区町村長選：83.67％
- 市区町村議選：80.99％